# Tour dos Camarões
O Tour dos Camarões (oficialmente: Tour du Cameroun) é uma competição de ciclismo profissional por etapas que se disputa nos Camarões.
Começou-se a disputar em 2003 como corrida amador, conquanto já se disputou uma edição isolada em 1965 também como amador. Desde a criação dos Circuitos Continentais da UCI em 2005 faz parte do UCI Africa Tour, dentro da categoria 2.2 (última categoria do profissionalismo).
É uma das corridas africanas com mais dias de competição (junto ao Tour de Faso) chegando a ter até 13 etapas em 2004 com um mínimo de 7 disputadas na edição do 2011.

## Palmarés
Em amarelo: edição amador.
| Ano       | Ganhador                         | Segundo             | Terceiro            |
| --------- | -------------------------------- | ------------------- | ------------------- |
| 1965      | Joseph Kono                      |                     |                     |
| 1966-2002 | Não se disputou                  | Não se disputou     | Não se disputou     |
| 2003      | Ivan Terenine                    |                     |                     |
| 2004      | Martinien Tega                   | Andrei Minachkine   | Etienne Labrouche   |
| 2005      | Davide Silvestri                 | Christian Eminger   | Emmanuel Genesseaux |
| 2006      | Pawel Newdach                    | Bakhtyar Mamyrov    | Ahmed Rashad        |
| 2007      | Flavien Chipault                 | Frédéric Geminiani  | Isham Fadel         |
| 2008      | Joseph Sanda                     | Martinien Tega      | Damien Teku         |
| 2009      | David Clarke                     | Milan Barényi       | Damien Teku         |
| 2010      | Milan Barényi                    | Vincent Graczyk     | Martinien Tega      |
| 2011      | Oumarou Minougou                 | Martinien Tega      | Rasmané Ouedraogo   |
| 2012      | Yves Ngue Ngock                  | Vincent Graczyk     | Issiaka Fofana      |
| 2013      | Não se disputou                  | Não se disputou     | Não se disputou     |
| 2014      | Dan Craven                       | Benjamin Stauder    | Patrick Kos         |
| 2015      | Clovis Kamzong                   | Rasmané Ouedraogo   | Emile Bintunimana   |
| 2016      | Mohammed Amine Errafai           | Alexis Carlier      | Camera Hakuzimana   |
| 2017      | Nikodemus Holler                 | Salaheddine Mraouni | Adne Van Engelen    |
| 2018      | Bonaventure Uwizeyimana          | Martin Haring       | Martin Mahďar       |
| 2019      | Radoslav Valentinov Konstantinov | Isiaka Cissé        | Patrick Byukusenge  |

## Palmarés por países
| País           | Vitórias |
| -------------- | -------- |
| Camarões       | 5        |
| Rússia         | 1        |
| Itália         | 1        |
| Cazaquistão    | 1        |
| França         | 1        |
| Reino Unido    | 1        |
| Eslováquia     | 1        |
| Burquina Fasso | 1        |
| Namíbia        | 1        |
| Marrocos       | 1        |
| Alemanha       | 1        |
| Ruanda         | 1        |
| Bulgária       | 1        |